# Yuriy Shelepnytskyi
Yuriy Hryhorovych Shelepnytskyi - em ucraniano, Юрій Григорович Шелепницький (Luzhany, 31 de julho de 1965) é um ex-futebolista e treinador de futebol ucraniano que atuava como volante.
Nos tempos de União Soviética, seu nome fora russificado para Yuri Grigoryevich Shelepnitskiy (Юрий Григорьевич Шелепницкий).

## Carreira
Jogou a maior parte de sua carreira, iniciada em 1983, no Bukovyna Chernivtsi, pelo qual atuou em 341 partidas e fez 21 gols nas 3 passagens pelo clube. Ele ainda vestiu a camisa do Chornomorets Odessa entre 1989 e 1992 (80 jogos e 5 gols) e também atuou no futebol da Turquia (Trabzonspor, Altay e Denizlispor), aposentando-se em 2004, aos 38 anos - em 2002, passaria a acumulas as funções de jogador e técnico do Bukovyna Chernivtsi, onde permaneceria até 2006.

## Carreira internacional
Shelepnytskyi foi um dos jogadores que entraram em campo na primeira partida oficial da Ucrânia após a dissolução da União Soviética, contra a Hungria, em 1992, tornando-se o primeiro capitão da equipe, que foi derrotada por 3 a 1. Foi também o único jogo disputado pelo volante com a camisa da Seleção Ucraniana, que ainda não era reconhecida oficialmente pela FIFA e foi impedida de jogar as eliminatórias da Copa de 1994.

## Títulos
Bukovyna Chervitsi
- Segunda Divisão Ucraniana (Grupo A): 1 (1999–00)

Chornomorets Odessa
- Copa da Federação Soviética: 1 (1990)
- Copa da Ucrânia: 1 (1992)